# Mísies
Les Mísies (grec antic: Μύσια) eren un festival de l'antiga Grècia celebrat pels habitants de Pel·lene (Acaia) en honor de Demèter Mísia. Segons Pausànies, el culte va arribar a Pel·lene d'un lloc anomenat Mísia, a la vora d'Argos.
El festival durava set dies, i les principals solemnitats es feien en un temple anomenat Misèon (Μύσαιον), envoltat per un bell bosc. Els primers dos dies hi participaven homes i dones junts, i el tercer dia els homes sortien del santuari, on romanien les dones, i de nit feien certs ritus secrets en els quals ni tan sols podien ser presents els gossos mascles. El quart dia els homes tornaven i les parelles es rebien amb gran alegria i rialles, i simulaven jocs agressius. Hom no coneix més detalls sobre la festa.